# Dmitrij Orałow
Dmitrij Michajłowicz Orałow (ros. Дмитрий Михайлович Оралов; ur. 31 października 1983) – rosyjski zapaśnik walczący w stylu klasycznym. Piąty w Pucharze Świata w 2007 roku.
Mistrz Rosji w 2007, drugi w 2006, a trzeci w 2005 roku.